# Istočni Khumi Chin jezik
Istočni Khumi Chin jezik (ISO 639-3: cek), jezik tibetsko-burmanske porodice iz Burme. Govori se u nekih 85 sela blizu grada Sami u 2.000 domaćinstava, ili oko 12.000 ljudi.
Pobliže je klasificiran skupini kuki-chin, podskupina khumi. Priznat je 2011 godine.

## Vanjske poveznice
- ISO 639-3 Registration Authority